# Куенга
52°04′13″ пн. ш. 117°03′07″ сх. д. / 52.070277777778° пн. ш. 117.05194444444° сх. д.
Куенга (рос. Куэнга) — вузлова залізнична станція Могочинського регіону Забайкальської залізниці Росії, розташована на Транссибірській залізниці.
Від станції відходять лінії:
- на Бамівську (749 км);
- на Каримську (232 км);
- на Срєтенськ (52 км).